# Liste Heidelberger Schwaben
Diese Liste Heidelberger Schwaben führt bekannte Mitglieder des Corps Suevia Heidelberg auf.

## Liste in alphabetischer Reihenfolge
- Friedrich II. (1857–1928), Großherzog von Baden
- August von Asbrand-Porbeck (1811–1863), badischer Oberamtmann
- Rainer Arbogast (* 1944), Chirurg
- Ludwig Wilhelm von Baden (1865–1888), Großherzoglicher Prinz, Markgraf von Baden und Herzog von Zähringen
- Max von Baden (1867–1929), letzter Reichskanzler des Kaiserreiches bis November 1918
- Carl Baer (1833–1896), Jurist und Reichstagsabgeordneter
- Ernst Bassermann (1854–1917), Vorsitzender der Nationalliberalen Partei, Fraktionsvorsitzender der Partei im Deutschen Reichstag
- Georg Baumann (1878–1968), Unternehmer
- Karl Heinrich Baumgärtner (1798–1886), Professor der Medizin
- Emil Bechert (1843–1898), badischer Verwaltungsjurist und Abgeordneter
- Bernhard von Beck  (1821–1894), Chirurg, preußischer Generalarzt
- Robert von Bemberg-Flamersheim (1868–1949), deutscher Landrat und Polizeipräsident
- Ludwig Bernheim (1884–1974), Landrat
- Otto Binswanger (1852–1929), Psychiater
- Philipp Bockenheimer (1875–1933), Geh. Sanitätsrat, Hochschullehrer für Chirurgie an der Friedrich-Wilhelm-Universität und Reiseschriftsteller
- Karl Ludwig Böhme (1803–1869), badischer Oberamtmann, Direktor des Verwaltungshofs in Bruchsal, Mitglied der Zweiten Kammer der Badischen Ständeversammlung und des Erfurter Unionsparlaments
- Ignaz Böttrich (1835–1924), Reichsgerichtsrat
- Sebastian von Bomhard (* 1961), deutscher Internetpionier und Unternehmer
- Robert Bosse (1832–1901), Preußischer Kultusminister und Vater des BGB
- Karl Friedrich Brentano (1822–1894), Schweizer Politiker und Richter, Regierungsrat des Kantons Aargau
- Eduard Bronner (1822–1885), Zivilkommissär in Wiesloch, Mitglied der verfassunggebenden Versammlung in Baden von 1849, Augenarzt in Bradford
- Constanz Brüel (1892–1966), lutherischer Kirchenjurist
- Theodor Bumiller (1864–1912), Forschungsreisender
- Marten Bunnemann (* 1975), Jurist, Vorstandsvorsitzender der Avacon AG
- Werner Canthal (1887–1973), Wirtschaftsjurist
- Maximilian Joseph von Chelius (1794–1876), Augenarzt und Chirurg
- Anton Christ (1800–1880), Jurist, Politiker, Mitglied der Frankfurter Nationalversammlung
- Josef Dambacher (1794–1868), Archivar und Gymnasialprofessor
- Armin Danco (1927–2017), deutscher Verwaltungsjurist
- Hans Peter Danielcik (* 1903, verschollen), Jurist, Autor und Funktionär
- Karl Danner (um 1801–1873), badischer Oberamtmann
- Wilhelm Ludwig Dietz (1785–1837), badischer Ministerialbeamter und Direktor der Vereinigten Forsten und Bergwerke
- Heinrich Dietzel (1857–1935), Sozioökonom
- Ludwig Dill (1812–1887), deutscher Verwaltungsjurist und Amtsrichter, Dichterjurist und Komponist
- Emil Dursy (1828–1878), Anatom, Zoologe und Hochschullehrer der Universität Tübingen
- Gottfried von Dusch (1821–1891), badischer Jurist und Politiker
- Paul Ehrenreich (1855–1914), Anthropologe und Ethnologe
- Peter Eich (1837–1919), Landrat der Landkreise Daun und Kleve, Mitglied des Provinziallandtags der Rheinprovinz
- August Eichrodt (1800–1856), Stadtdirektor in Heidelberg
- Ludwig Friedrich Eichrodt (1798–1844), badischer Oberamtmann, Ministerialdirektor, Staatsrat und Innenminister, Mitglied der Zweiten und Ersten Kammer der Badischen Ständeversammlung
- Carl August Emge (1886–1970), Rechtsphilosoph und Rechtssoziologe
- Eduard Engelhorn (1830–1907), badischer Oberamtmann und Landeskommissär, Direktor des badischen Verwaltungshofes
- Eduard Erxleben (1834–1890), Oberamtmann in Durlach
- Wilhelm Exter (um 1805–1873), Oberamtmann in Kork, Lörrach und Rheinbischofsheim, Oberamtsrichter
- Emil Fieser (1835–1904), Mitglied des Reichstages
- Ignaz Fränzinger (1792–1856), Geheimer Oberkriegsrat, Amtsvorsteher der Bezirksämter Lahr und Emmendingen, Stifter des Corps
- Otto Frey (1824–1903), badischer Oberamtmann, Mitglied der Zweiten Kammer der Badischen Ständeversammlung
- Sebastian Frey (um 1790–1878), badischer Oberamtmann und Oberamtsrichter, Stifter des Corps
- Rudolf von Freydorf (1819–1882), badischer Minister
- Hans Frohwein (1887–1956), deutscher Diplomat und Botschafter
- Wilhelm Ludwig Frommel (1795–1869), evangelischer Geistlicher und Pädagoge, Ehrenbürger von Pforzheim
- Adolf Fuchs (1833–1908), badischer Oberamtmann, Richter am badischen Verwaltungsgerichtshof, Kollegialmitglied der badischen Oberrechnungskammer
- Julius Füesslin (1815–1866), Gefängnisarzt in Bruchsal und Ehrenbürger von Baden-Baden
- Albert Gautier (1853–1931), badischer Oberamtmann, Oberbürgermeister von Bruchsal, Landgerichtsrat
- Berthold Gemehl (1832–1897), Generalmajor
- Dietmar Görlitz (* 1937), Psychologe, emeritierter Professor für Entwicklungspsychologie an der Technischen Universität Berlin
- Hans Görnert (1934–2021), Jurist und Politiker, Oberbürgermeister von Gießen
- Wilhelm Philipp Goßweyler (1791–1848), badischer Finanzjurist und Zoll-Politiker
- Albert Grégoire (1865–1949), Mitglied des Reichstags und der I. Kammer für Elsass-Lothringen
- Anton Gutsch (1825–1912), 1. Arzt am Zellengefängnis Bruchsal
- Eli von Haber (1807–1881), Arzt, Mitglied der Preußischen Nationalversammlung und des Preußischen Abgeordnetenhauses
- Leopold Haefelin (1792–1872), badischer Oberamtmann
- Karl von Hammacher (1852–1936), Landrat im Kreis Ruhrort, Polizeipräsident in Berlin-Schöneberg und Aachen
- Robert Hampe (1879–1940), Mitglied des Reichstages
- Paul Haniel (1843–1892), Landrat des Kreises Mülheim an der Ruhr
- Franz Sales Hebting (1826–1897), badischer Oberamtmann, Ministerialrat und Landeskommissär
- Hermann von Heeren (1833–1899), Hanseatischer Ministerresident in Paris
- Volker G. Heinz (* 1943), Rechtsanwalt und Notar; Fluchthelfer in Berlin
- Hermann von Hillern (1817–1882), Landgerichtspräsident
- Ludwig Hördt (um 1831–1877), Oberamtmann in Walldürn und Schönau
- Karl Georg Hoffmann (1796–1865), Finanzpräsident, Politiker
- Werner Holschemacher (1903–1963), Richter am Bundesarbeitsgericht
- Wilhelm Hübsch (1804–1866), deutscher Jurist und badischer Beamter
- Carl Hugenberg (1836–1882), Mitglied des Preußischen Abgeordnetenhauses
- Eugen Imhoff (1876–1951), 1930 Reichskommissar für den Wohnungsbau
- Adolf Hermann Jaeger (1832–1899), Oberbürgermeister der Stadt Elberfeld und Mitglied des Preußischen Herrenhauses
- Gustav Jägerschmidt (1814–1889), Jurist, badischer Oberamtmann
- Philipp Jung (1870–1918), Professor der Gynäkologe
- Edmund Kamm (1825–1895), Landesgerichtspräsident in Mosbach und Konstanz, Mitglied der Ersten Kammer der Badischen Ständeversammlung
- Friedrich Kapp (1824–1884), Rechtsanwalt, MdR, MdHdA
- Franz von Kettner (1801–1874), badischer Oberforstmeister und Hofbeamter
- Friedrich Kiefer (1830–1895), Jurist und Reichstagsabgeordneter
- Herman Kiefer (1825–1911), deutsch-amerikanischer Mediziner und Politiker, Diplomat der Vereinigten Staaten
- Werner Knieper (1909–1977), Chef des Bundeskanzleramtes (1966–1967)
- Karl August Kopp (1836–1897), badischer Oberamtmann, Kollegialmitglied beim Verwaltungsgerichtshof in Karlsruhe
- Konrad Kuntz (1804–1881), Amtmann in Eberbach, Oberamtmann und Stadtdirektor in Baden-Baden, Kollegialmitglied der Badischen Oberrechnungskammer, Mitglied der Zweiten Kammer der Badischen Ständeversammlung
- Adolf Kußmaul (1822–1902), Internist, Gastroenterologe und Dichter
- Ernst-August von Laffert-Woldeck (1847–1891), deutscher Verwaltungsjurist
- August Lamey (1816–1896), badischer Politiker
- Gottlieb Lang (1793–1859), Oberamtmann in Lahr, Mitglied der Zweiten Kammer der Badischen Ständeversammlung
- Wilhelm Ludwig Friedrich Lang (1821–1884), Oberamtmann in Eppingen und Weinheim, Mitglied der Zweiten Kammer der Badischen Ständeversammlung
- Viktor Leiblein (um 1821–1871), Oberamtmann, Amtsvorstand in Stühlingen, Bonndorf und Waldkirch
- Karl Heinrich Leussler (1792–1838), badischer Oberamtmann
- Theodor Leutwein (1879–1940), Landrat in Wolfach
- Friedrich Leutz (1827–1880), Oberamtmann in Eppingen, Adelsheim und Schwetzingen
- Carl Lewald (1843–1924), Rechtsanwalt am Reichsgericht
- Ferdinand Lewald (1846–1928), Oberamtmann, Amtsvorstand in Sankt Blasien und Säckingen, Ministerialrat im badischen Finanzministerium, Präsident des badischen Verwaltungsgerichtshofs, Mitglied des Großen Rats der Technischen Hochschule Karlsruhe und der Ersten Kammer der Badischen Ständeversammlung
- Philipp Lichtenauer (1799–1850), badischer Oberamtmann in Offenburg
- Johann Maas (1828–1899), Justizrat, Generaldirektor der AG für Bergbau, Blei- und Zinkfabrikation in Stolberg
- Paul Madsack (1881–1949), Journalist, Schriftsteller und Jurist
- Eduard von Magdeburg (1844–1932), preußischer Regierungspräsident, Oberpräsident und Präsident der Oberrechnungskammer und des Rechnungshofes des Deutschen Reiches
- Emil von Mallmann (1831–1903), Kaufmann, Bankier, Mitglied des Preußischen Abgeordnetenhauses und des Rheinischen Provinziallandtags
- Adolf Marschall von Bieberstein (1842–1912), Reichsaußenminister
- Jakob Mathéus (1862–1946), bis 1928 Regierungspräsident des bayerischen Rheinkreises
- Georg Minden (1850–1928), Verwaltungsjurist und Vorsitzender der reformjüdischen Gemeinde von Berlin
- Franz Josef Mone (1796–1871), Historiker und Archivar, Direktor des badischen Generallandesarchivs
- Oscar Mügel (1858–1947), Staatssekretär im Preußischen Justizministerium
- Richard Müller (1852–1932), Verwaltungsjurist in der preußischen Finanz- und Zollverwaltung
- Eberhard Naujoks (1915–1996), Historiker
- Hermann Nebe (1851–1926), Oberamtmann in Adelsheim, Weinheim, Mosbach und Pforzheim, Vortragender Rat im badischen Innenministerium, Landeskommissär für den Landeskommissärbezirk Karlsruhe
- Carl von Neubronn (1807–1885), Oberamtmann
- Friedrich Neubronn von Eisenburg (1838–1915), badischer Richter und Politiker
- Albert Neuhaus (1873–1948), Reichsminister für Wirtschaft (1925–1926)
- Ernst Otto Nölle (1856–1918), Landgerichtsrat, Vortragender Rat im preußischen Finanzministerium, MdHdA
- Georg Albert Öhl (1793–1853), badischer Oberamtmann in Gernsbach
- Ludwig Oettinger (1797–1869), Professor der Mathematik
- Ludwig von Ompteda (1828–1899), deutscher Beamter und Hofbediensteter
- Ferdinand Pachten (1861–1944), Rechtsanwalt und Notar, Aufsichtsratsmitglied der Collet & Engelhard Werkzeugmaschinenfabrik AG, Vorsitzender des Vorstandes des Carolinums der Goethe-Universität Frankfurt
- Wilhelm Petersen (1835–1900), Regierungsrat und Literaturkritiker
- Georg Pfeiffer (1825–1900), Oberamtmann in Neustadt, Wiesloch und Eppingen
- Franz Pfister (um 1796–1871), Oberamtmann, Bezirksamtsvorstand in Gengenbach, Konstanz, Bretten, Oberkirch und Ettenheim
- Ulrich Rauscher (1884–1930), Journalist, Autor und Diplomat
- Eugen von Regenauer (1824–1897), badischer Fiskaljurist
- Rudolf Rempel (1892–1977), Reichsrichter und Beamter am Bundesrechnungshof
- Fritz Ries (1907–1977), Jurist und Industrieller
- Ferdinand Karl Roeder von Diersburg (1848–1926), preußischer Generalmajor
- Fritz Roessler (1870–1937), Industrieller
- Hans Christian Röhl (* 1964), deutscher Jurist und Hochschullehrer
- Klaus F. Röhl (* 1938), Rechtssoziologe und Hochschullehrer
- Joseph Rolshoven (1842–1902), Amtmann des Amtes Diez, Landrat des Unterlahnkreises, Geheimer Oberregierungsrat
- Max Rothfels (1854–1935), Rechtsanwalt und Notar
- Albrecht Rüdt von Collenberg-Bödigheim (1845–1909), badischer Richter, Hofbeamter und Parlamentarier
- Rudolf Rüdt von Collenberg-Eberstadt (1836–1900), deutscher Jurist und Landeskommissär
- Robert Rumpe (1857–1939), Arzt und Standespolitiker in Krefeld
- Ernst-August Rumpeltin (1904–1978), Zeitungsverleger
- Gustav Adolph von Rutschmann (1793–1845), Ministerialbeamter und Direktor der Vereinigten Forsten und Bergwerke in Baden
- Karl Sachs (1811–1873), badischer Amtmann
- Friedrich Theodor Schaaf (1792–1876), badische Landeskommissär, Mitglied der Zweiten Kammer der Badischen Ständeversammlung und des Erfurter Unionsparlaments
- Fritz Schettler (1879–1946), Zeitungsverleger
- Karl Schleicher (1875–1914), Bürgermeister von Bad Kreuznach
- Hanns-Eberhard Schleyer (* 1944), Jurist, Politiker und Verbandsfunktionär
- Hanns Martin Schleyer (1915–1977), deutscher Arbeitgeberpräsident
- Adolf Schrickel (1805–1885), Oberamtmann in Müllheim, Oberhofgerichtsrat, Mitglied der Zweiten Kammer der Badischen Ständeversammlung
- Wilhelm Schupp (1828–1909), Oberamtmann, Amtsvorstand der Bezirksämter Neckarbischofsheim, Wolfach und Lörrach, Ministerialrat, Betriebsdirektor der badischen Staatsbahnen, Mitglied der Zweiten Kammer der Badischen Ständeversammlung
- Friedrich Serger (1822–1892), Präsident des Oberlandesgerichts in Karlsruhe, Präsident der Ersten Kammer der Badischen Ständeversammlung
- Moritz Seubert (1852–1905), Oberamtmann in Säckingen, Müllheim, Achern und Donaueschingen, Ministerialrat im badischen Innenministerium
- Hermann Theodor Simon (1870–1918), Professor für Physik
- Alexander Spengler (1827–1901), Mediziner, Freiheitskämpfer in der Märzrevolution 1848, Begründer der Luftkur in Davos
- Carl Spengler (1860–1937), Chirurg und Bakteriologe
- Friedrich Stein (um 1809–1868), Amtmann, Amtsvorstand des Bezirksamts Meßkirch, Kreisgerichtsrat
- Franz von Stengel (Oberamtmann) (1811–1867), Oberamtmann und Stadtdirektor in Wertheim
- Hermann Stölting († 1883), Bürgermeister der Stadt Offenbach am Main
- Gustav von Stösser (1826–1907), badischer Jurist und Verwaltungsbeamter
- Georg Strutz (1861–1929), deutscher Verwaltungsjurist und Richter
- Ferdinand Szuhany (1813–1899), Zuchthausdirektor in Bruchsal
- Ludwig von Theobald (1795–1856), badischer Oberamtmann
- Otto Thilenius (1843–1927), Balneologe
- Richard Thoma (1847–1923), Pathologe
- Leopold Tobias (1837–1894), Landrat, Mitglied des Reichstags des Norddeutschen Bundes
- Christoph Trefurt (1790–1861), badischer Staatsrat, Präsident des badischen Justizministeriums und der badischen Oberrechnungskammer, Oberhofgerichtskanzler in Mannheim, Mitglied des Erfurter Unionsparlaments und der Ersten und Zweiten Kammer der Badischen Ständeversammlung, Stifter des Corps[1]
- Mariano von Uria, eigentlich Mariano de Sarachaga y Uria (1812–1876), badischer Verwaltungsjurist und Hofbeamter
- Karl von Vierordt (1818–1884), Physiologe
- Franz Volk (1823–1890), Revolutionär, Arzt, Historiker, Bürgermeister
- Oskar Wackerzapp (1883–1965), Polizeipräsident des Bezirks Gleiwitz, Oberbürgermeister von Gleiwitz, Mitglied des Bundestags
- August de Weerth (1832–1885), Bankier
- Wilhelm de Weerth (1866–1943), Bankier, Abgeordneter zum Rheinischen Provinziallandtag
- Karl Weltzien (1813–1870), Professor der Chemie
- Theodor Wilhelm Werner (1874–1957), Sänger, Komponist und Musikwissenschaftler
- Emil Wiehl (1886–1960), Diplomat
- Karl Wielandt (1820–1884), Oberamtmann in Lahr, Senatspräsident am Oberlandesgericht Karlsruhe
- Rudolf Winterwerb (1863–1941), Bankier
- Eduard Wlassack (1841–1904), Kanzleidirektor der Wiener Hoftheater
- Georg Wolf (1817–1864), Oberamtmann, Amtsvorstand in Emmendingen und Schopfheim
- Emil von Wülfing (1872–1950), deutscher Landrat und Gutsbesitzer
- Eckart Würzner (* 1961), Politiker, Oberbürgermeister von Heidelberg